# Шепелєв Микола Гаврилович
Микола Гаврилович Шепелєв (рос. Николай Гаврилович Шепелев; 15 грудня 1909, Урицьке — 5 липня 1958) — Герой Радянського Союзу, в роки німецько-радянської війни стрілець 385-го стрілецького полку 112-ї стрілецької дивізії 60-ї армії Центрального фронту, рядовий.

## Біографія
Народився 15 грудня 1909 року в селі Урицьке (нині в межі села Охочевка Щигровського району Курської області) в селянській родині. Росіянин. Закінчив сім класів середньої школи. Працював в селі Іванівці Баганского району Новосибірської області.
У 1942 році призваний до лав Червоної Армії. У боях німецько-радянської війни з жовтня 1942 року. Воював на Центральному фронті.
Відзначився 1 жовтня 1943 року при відбитті контратаки противника біля села Ясногородки Вишгородського району Київської області. Коли вибув з ладу командир роти, М. Г. Шепелєв взяв командування ротою на себе. Контратаку противника вдалося відбити.
Указом Президії Верховної Ради СРСР від 17 жовтня 1943 року за зразкове виконання бойових завдань командування і проявлені при цьому мужність і героїзм рядовому Миколі Гавриловичу Шепелєву присвоєно звання Героя Радянського Союзу з врученням ордена Леніна і медалі «Золота Зірка» (№ 1921).

Могила Миколи Шепелєва

Після закінчення війни продовжував службу в армії. Молодший лейтенант М. Г. Шепелєв помер 5 липня 1958 року. Похований у Києві на Шулявському кладовищі.

## Нагороди, пам'ять
Нагороджений орденом Леніна, медалями.
Ім'ям вояка названа вулиця в Києві.